# Songs from the Last Century
Songs from the Last Century ist das vierte Album von George Michael.

## Geschichte
Songs from the Last Century ist ein Album des britischen Sängers George Michael mit Jazzstandards und Popklassikern. Der US-amerikanische Musikproduzent Phil Ramone, der Showgrößen wie Liza Minnelli produzierte, ermöglichte George Michael Aufnahmen mit großer Orchesterbegleitung. Das Album ist das einzige von George Michael, das in England nicht den ersten Platz der Albumcharts erreichte, sondern nur Platz zwei als höchste Platzierung vorweisen kann.

## Kritik
Die Seite Allmusic nannte das Album insgesamt erfreulich. Den „Die-Hard-Fans“, die George Michael durch die 90er begleitet haben, würde es gefallen.

## Titelliste
1. Brother, Can You Spare a Dime? – 4:22 (Yip Harburg, Jay Gorney)
2. Roxanne – 4:11 (Sting)
3. You’ve Changed – 4:25 (Bill Carey, Carl Fischer)
4. My Baby Just Cares for Me – 1:45 (Gus Kahn, Walter Donaldson)
5. The First Time Ever I Saw Your Face – 5:19 (Ewan MacColl)
6. Miss Sarajevo – 5:11 (U2, Brian Eno)
7. I Remember You – 4:12 (Johnny Mercer, Victor Schertzinger)
8. Secret Love – 2:39 (Paul Francis Webster, Sammy Fain)
9. Wild Is the Wind – 4:02 (Ned Washington, Dimitri Tiomkin)
10. Where or When – 7:00 (Lorenz Hart, Richard Rodgers)

Hidden Track: It’s Alright with Me

## Kommerzieller Erfolg

### Chartplatzierungen
| ChartsChartplatzierungen       | Höchstplatzierung | Wochen |
| ------------------------------ | ----------------- | ------ |
| Deutschland (GfK)              | 4 (16 Wo.)        | 16     |
| Österreich (Ö3)                | 12 (9 Wo.)        | 9      |
| Schweiz (IFPI)                 | 6 (13 Wo.)        | 13     |
| Vereinigte Staaten (Billboard) | 157 (7 Wo.)       | 7      |
| Vereinigtes Königreich (OCC)   | 2 (26 Wo.)        | 26     |

| ChartsJahrescharts (1999)    | Platzierung |
| ---------------------------- | ----------- |
| Vereinigtes Königreich (OCC) | 18          |

| ChartsJahrescharts (2000)    | Platzierung |
| ---------------------------- | ----------- |
| Deutschland (GfK)            | 64          |
| Schweiz (IFPI)               | 67          |
| Vereinigtes Königreich (OCC) | 98          |

### Auszeichnungen für Musikverkäufe
| Land/Region                  | Auszeichnungen für Musikverkäufe (Land/Region, Auszeichnung, Verkäufe) | Verkäufe  |
| ---------------------------- | ---------------------------------------------------------------------- | --------- |
| Australien (ARIA)            | Gold                                                                   | 35.000    |
| Belgien (BRMA)               | Platin                                                                 | (50.000)  |
| Deutschland (BVMI)           | Gold                                                                   | (250.000) |
| Europa (IFPI)                | 2× Platin                                                              | 2.000.000 |
| Frankreich (SNEP)            | 2× Gold                                                                | (200.000) |
| Kanada (MC)                  | Gold                                                                   | 50.000    |
| Neuseeland (RMNZ)            | Platin                                                                 | 15.000    |
| Schweiz (IFPI)               | Gold                                                                   | (25.000)  |
| Spanien (Promusicae)         | Platin                                                                 | (100.000) |
| Vereinigtes Königreich (BPI) | 2× Platin                                                              | (600.000) |
| Insgesamt                    | 6× Gold · 7× Platin ·                                                  | 2.100.000 |

Hauptartikel: George Michael/Auszeichnungen für Musikverkäufe